# Kątownictwo
Kątownictwo (także: zamieszkiwanie kątem) – odmiana sublokatorstwa polegająca na zajmowaniu jednoizbowego mieszkania przez dwa lub więcej nie powiązane ze sobą gospodarstwa domowe, dwuizbowego – przez trzy lub więcej itd. Może też polegać na podnajmowaniu jednego łóżka w izbie mieszkalnej (np. przez studentów lub pracowników). Jest formą przeludnienia lub skrajnego przeludnienia mieszkaniowego.